# メルセデス・ベンツ・W25
メルセデス・ベンツ・W25（Mercedes-Benz W25）は、ドイツの自動車メーカーダイムラー・ベンツが開発したフォーミュラカー。1934年より施行された750kgフォーミュラに適合するよう開発された。
ドイツ製レーシングカーの代名詞である「シルバー・アロー」の由来となったマシンの一つである。

## 概要
1931年から1933年にかけて、グランプリレースは車両規定自由（フォーミュラ・リブレ）の状態で行われたが、国際自動車公認クラブ協会 (AIACR) は乾燥重量750kg以下、車体の幅850mm以下、最短レース距離500kmなどを主旨とする新規定（750kgフォーミュラ）を作成し、1934年より施行すると発表した。
メルセデス・ベンツは世界恐慌の影響で一時モータースポーツ活動を休止していたが、新規定発表を受けてニューマシンW25の製作に乗り出す。元レーサーのマックス・ザイラー (en:Max Sailer) 設計本部長がプロジェクトを統括し、ハンス・ニーベル(de:Hans Nibel) とマックス・ヴァグナーが開発を担当した。ふたりは旧ベンツ (Benz & Cie) 系の技術者であり、初めて時速200km/hの壁を越えたブリッツェン・ベンツ（Blitzen Benz）や、ミッドシップレーシングカーの始祖たるベンツ・トロプフェンワーゲン（Tropfenwagen）をデザインしていた。
新規定は重量制限によりエンジン排気量を2,500cc程度に制限し、スピードの上昇を抑制することを意図していた。しかし、W25は徹底的な軽量化によりスーパーチャージャー付き3,360cc354PSエンジンを搭載し、最終的には4,740cc473PSにまでバージョンアップし、1934年から1937年にかけて自国のライバル、アウトウニオン・Pワーゲンとグランプリレースやスピード記録挑戦でしのぎを削った。
時の国家社会主義ドイツ労働者党（ナチス）は2メーカーのレース活動を資金援助し、ドイツ製品の優秀さを誇示するものとしてプロパガンダに利用した。アドルフ・ヒトラー首相はヨーゼフ・ゲッベルス宣伝大臣とともにダイムラー・ベンツの工場を非公式訪問し、製作中のW25初号車について説明を受けている。
W25は1934年から1935年にかけて10台が製造され、1936年にはショートホイールベース版の6台が製造された。分類上、1934年型をW25A、1935年型をW25B、1936年型をW25C（もしくはW25K）と呼ぶ場合がある。

## 特徴

### エンジン
フェルディナント・ポルシェが設計したアウトウニオン・PワーゲンがV型16気筒エンジンをミッドシップマウントしたのに対し、メルセデスは伝統的なフロントエンジン・リアドライブ方式 (FR) を選択した。
M25エンジンはルーツ式スーパーチャージャー付きのDOHC4バルブ直列8気筒エンジン。段階的に排気量が拡大された。
- 1934年
  - M25A - 3,360cc ボアφ78mm×ストローク88mm 354PS / 5,800rpm[8]
  - M25AB - 3,720cc ボアφ82mm×ストローク88mm 398PS / 5,800rpm[8]
  - M25B - 3,990cc ボアφ82mm×ストローク94.5mm 430PS / 5,800rpm[8]
- 1935年
  - M25C - 4,310cc ボアφ82mm×ストローク102mm 455PS / 5,800rpm[8]
- 1936年
  - ME25 - 4,740cc ボアφ86mm×ストローク102mm 473PS / 5,800rpm[9]

後述の1937年アヴスレンネンでは625PSを発生するM25DABエンジン（V型12気筒5,577cc）や、後継車W125用のM125エンジン（直列8気筒5,660cc）を搭載して出走した。

### シャーシ

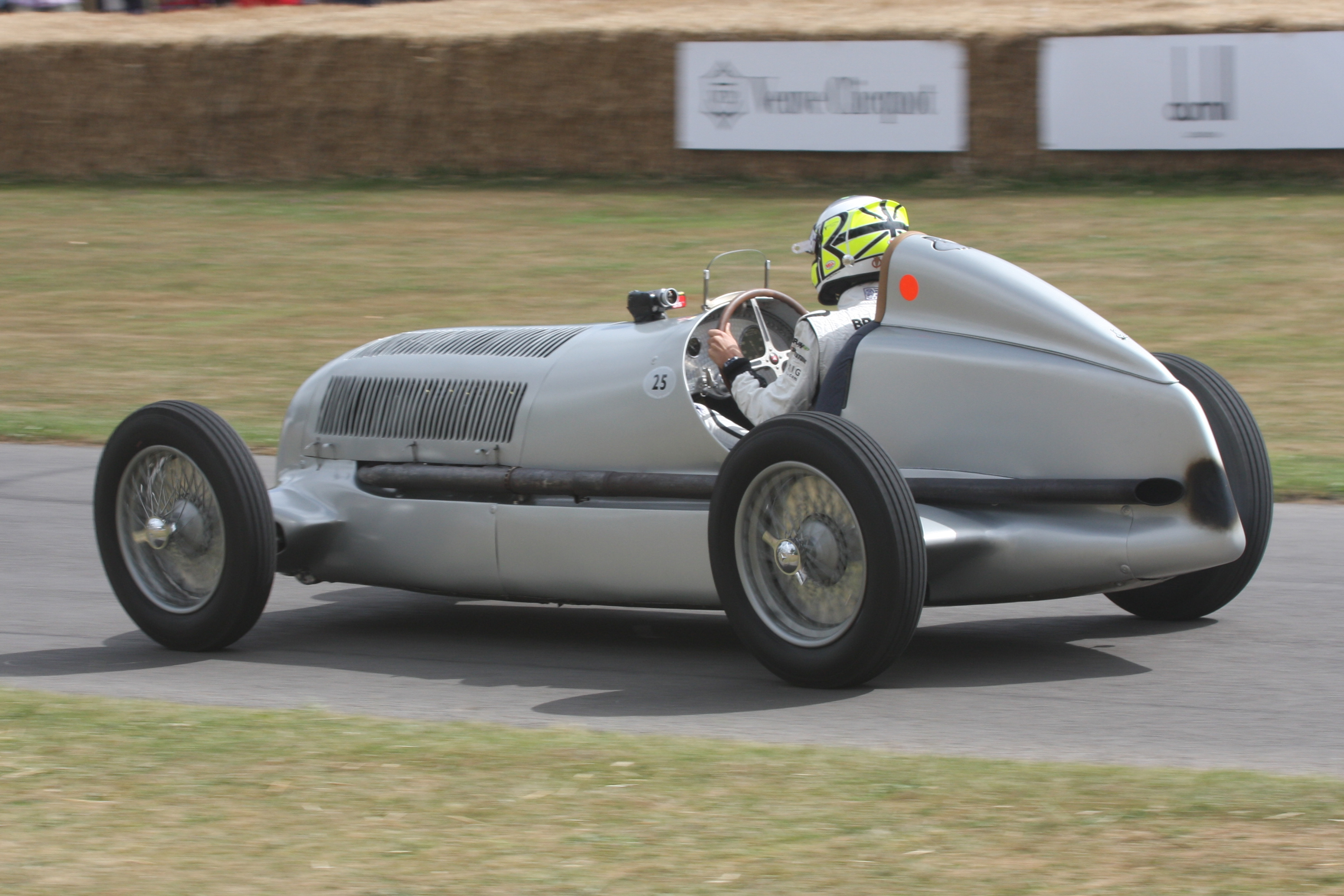
2009年グッドウッド・フェスティバル・オブ・スピードにて、ジェンソン・バトンの乗るW25。

シャーシはボックス断面のラダーフレーム構造。パワフルなエンジンを搭載するため、各部に軽減孔を開け、アルミニウム製ボディを架装するなど、細部にまで軽量化が図られた。
設計者のニーベルはタイプ170（1931年）に量産車として初めて4輪独立懸架サスペンションを装備しており、レーシングカーのW25でもこの方式を採用した。フロントはダブルウィッシュボーンに横置きコイルスプリング、リアはスイングアクスルに横置きリーフスプリングを組み合わせた。ロッキード製の油圧ドラムブレーキはレーシングカーとしては画期的なものだった。
1935年にはリアのスプリングをトーションバーに変更し、ディファレンシャルギアにZF製のトルク感応式リミテッド・スリップ機構が取り付けられた。1936年にはホイールベースを265mm短縮し、リアサスペンションをド・ディオンアクスルに変更した。

## おもなレース戦績

### 1934年
参戦初年度、W25はヒルクライムを含む10のメジャーレースに出場し、4勝を記録した。
- 6月3日 アイフェルレンネン（ニュルブルクリンク） - マンフレート・フォン・ブラウヒッチュ
- 8月5日 コッパ・アチェルボ（ペスカーラ・サーキット）- ルイジ・ファジオーリ
- 9月9日 イタリアGP（モンツァ・サーキット） - ルドルフ・カラツィオラ
- 9月23日 スペインGP（ラサルテ・サーキット） - ルイジ・ファジオーリ

### 1935年
前年度の問題点を修正して臨み、破竹の快進撃を演じる。11のメジャーレースで9勝を記録し、うち6勝を挙げたカラツィオラはヨーロッパ・ドライバーズ選手権（European Championship ）のチャンピオンとなった。
- 4月22日 モナコGP（モンテカルロ市街地コース） - ルイジ・ファジオーリ
- 5月12日 トリポリGP（メラハ・サーキット） - ルドルフ・カラツィオラ
- 5月26日 アヴスレンネン（アヴス） - ルイジ・ファジオーリ
- 6月16日 アイフェルレンネン（ニュルブルクリンク） - ルドルフ・カラツィオラ
- 6月23日 フランスGP（モンレリー・サーキット） - ルドルフ・カラツィオラ
- 6月30日 ペニャリンGP（モンジュイック・サーキット） - ルイジ・ファジオーリ
- 7月14日 ベルギーGP（スパ・フランコルシャン） - ルドルフ・カラツィオラ※
- 8月25日 スイスGP（ブレムガルテン・サーキット） - ルドルフ・カラツィオラ※
- 9月22日 スペインGP（ラサルテ・サーキット） - ルドルフ・カラツィオラ※

※は選手権対象グランプリ

### 1936年

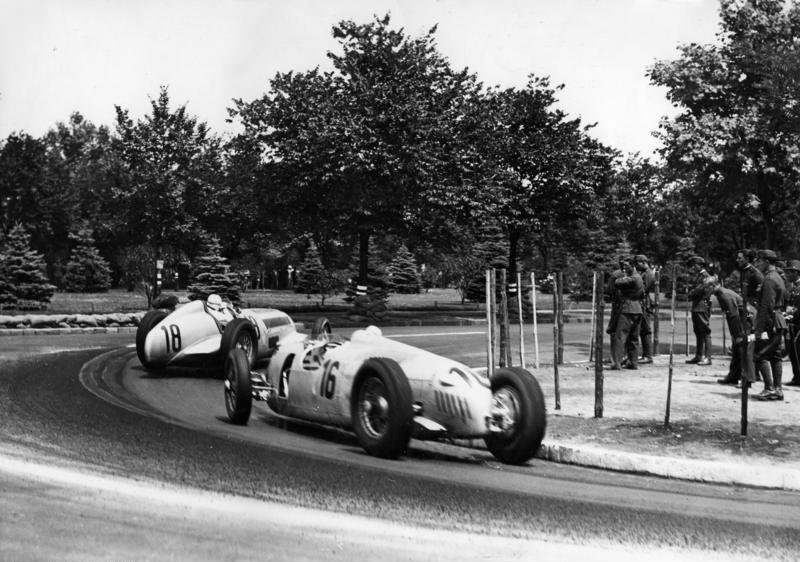
1936年ハンガリーGPにて、ルドルフ・カラツィオラの乗るW25（前方）。

シーズン序盤に2勝を挙げるも、エンジントラブルの頻発、ロードホールディングの悪化など、車体開発が裏目に出て不本意な結果となる。ショートホイールベース型が不調なため、前年の旧型も使用された。ヨーロッパ・ドライバーズ選手権はアウトウニオンのエース、ベルント・ローゼマイヤーに奪われた。
- 4月13日 モナコGP（モンテカルロ市街地コース） - ルドルフ・カラツィオラ※
- 5月17日 チュニスGP（カルタゴ） - ルドルフ・カラツィオラ

※は選手権対象グランプリ

### 1937年

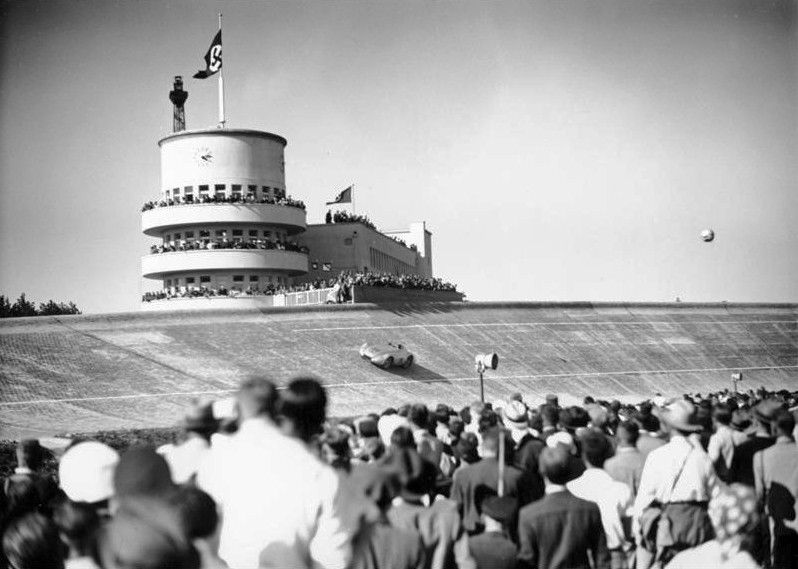
1937年アヴス・レンネンにて、マンフレート・フォン・ブラウヒッチュの乗るW25ストリームライナーがバンクコースを走行する。

この年のワークスマシンは新型のW125だったが、5月30日のアヴスレンネンにはW25のシャーシを流用した超高速仕様車も4台出場した。このレースはフォーミュラ・リブレとして行われたので、タイヤを覆った流線形ボディ（ストリームライナー）を装着した。
- W25Cシャーシ＋M25DABエンジン＋ストリームライナーボディ - マンフレート・フォン・ブラウヒッチュ[13]
- W25Bシャーシ＋M125エンジン＋ストリームライナーボディ - ルドルフ・カラツィオラ、ヘルマン・ラング[13]
- W25Cシャーシ＋M25DA（先行試作型）エンジン＋ノーマルボディ - Goffredo Zehender（練習走行中エンジンを壊し、レースには不出場）[13]

優勝者ラングの記録した平均速度260.17km/hは、1958年のモンツァ500マイル (en:Race of Two Worlds) でジム・ラスマンに破られるまで21年間クローズドサーキットの速度記録として輝いた。

## レコードカー
1934年のシーズンオフには、Cクラス（排気量3～5L）の世界速度記録に挑戦するため、W25のエンジンカウルをモディファイしたレコルトワーゲン （Rekordwagen ）と、クローズドボディ化したレンリムジン（Rennlimousine ）が用意された。
10月にハンガリーのジオン街道で行った最初のトライアルでは、レンリムジンのコクピットカバーが風圧で吹き飛ぶというアクシデントに見舞われたものの、カラツィオラのドライブにより「フライングスタート1km：317.460km/h (197.261mph) 」「フライングスタート1マイル：316.592 km/h (196.721 mph) 」「スタンディングスタート1km：188.656 km/h (117.226 mph) 」という3つの新記録を樹立した
12月にアヴスで行った2度目のトライアルでも「スタンディングスタート5km：311.985 km/h (193.859 mph) 」という新記録を残した。

## シルバーアロー伝説
元来、当時のグランプリは参加する車両の国籍が判断しやすいようにナショナルカラーという概念があり、ドイツ国籍の車両は白で塗装することと決められていた。よって、本来「白」である車体の色を「銀」にした経緯にはいくつかの諸説があるが、その諸説の中で最も有名なのがメルセデス・ベンツ・W25を由来とした説である。
1934年5月27日、3台のW25がアヴスレンネンの予選に登場したが、マシントラブルのため決勝には出場できず、デビュー戦は6月3日のアイフェルレンネン（ニュルブルクリンク）に持ち越された。その前日の車検で車重が規定の750kgを1kgオーバーしていることが判明したが、無駄を一切省いて設計されたため取り外せる部品がなかった。チーム監督アルフレート・ノイバウアーはマンフレート・フォン・ブラウヒッチュの「これではみんなが顔に泥を塗られてしまいますよ」という嘆きを聞いて「塗る」という言葉に閃き、窮余の策としてボディの塗装を剥がすよう指示。徹夜作業で白いナショナルカラーの塗装を削り落とし、辛くも再計量を通過すると、フォン・ブラウヒッチュのドライブにより見事デビューウィンを果たした（外部リンク参照）。
このマシンはアルミ地肌の銀色だったことから、以後、メルセデスのワークスマシンは銀色のボディカラーを基調とするようになり、ドイツ語で「銀の矢」を意味するジルバー・プファイル (de:Silberpfeil) 、英語ではシルバー・アロー (Silver arrow) と呼ばれるようになった。
ただし、この説は1958年に出版されたノイバウアーの伝記に基づくものであり、その伝記が登場するまで「シルバーアロー」という名前の由来も特に触れられなかった。また、1932年すでに「シルバーアロー」と呼ばれていたことをマンフレート・フォン・ブラウヒッチュ自身も認めている。また1934年のアヴスレンネンにてメルセデスとアウトウニオン両方のチームがエントリーしたが、メルセデスは燃料系トラブルのため結局3台ともスタートできなかった。一方、アウトウニオンも「銀色の車体」でPワーゲンのタイプAを3台でエントリーし、内2台がリタイヤしたがアウグスト・モンベルガーが3位表彰台を獲得している。
さらに、ノイバウアーの伝記ではアウトウニオンの車両に対して「銀の魚」を意味するジルバー・フィッシュ(独: Silber fisch、英: Silver fish) と呼んだが、現在では「どちらの車両もシルバーアローの起源」とするのが定説でありゴードン・ベネット・カップレースから続いていたドイツのナショナルカラーが変更された契機ともいえる。
また、アヴスレンネンにおけるレースの翌週となる6月3日に開催されたアイフェルレンネンにて車体重量が1kgオーバーしていたために塗料を落としたとの説であるが、このレースではすでに新ルールに準拠した車両の準備ができていたとして問題なくレースに参加しており、本当に車体重量に問題があったかは疑問が残る。そもそも同年のアイフェルレンネンは重量制限のないフォーミュラ・リブレで開催されており、車体重量が問題となること自体がありえない。また、アイフェルレンネンにおいてスペアタイヤを取り付けた状態で車体計量に臨む写真が見つかっている。750kgフォーミュラではスペアタイヤを取り外して計量することが認められていたため、重量オーバーしていたのならわざわざ一晩かけて塗料を落とさなくても、スペアタイヤを取り外すだけでその場で解決できてしまう。このため、この伝説は実話であるとは考えにくい。